# Divariscintilla yoyo
Divariscintilla yoyo är en musselart som beskrevs av P. M. Mikkelsen och Bieler 1989. Divariscintilla yoyo ingår i släktet Divariscintilla och familjen Galeommatidae. Inga underarter finns listade i Catalogue of Life.